# 异蕊芥属
异蕊芥属（学名：Dimorphostemon）是十字花科下的一个属，为一年生或二年生草本植物。该属共有3种，分布于俄罗斯、蒙古及中国东北、华北、西南。